# Nierenmühle
Nierenmühle (auch Bulachsmühle genannt; fränkisch: Neeramühl) ist ein Gemeindeteil der Stadt Iphofen im unterfränkischen Landkreis Kitzingen. Nierenmühle liegt in der Gemarkung Mönchsondheim.

## Geografische Lage
Die Einöde liegt relativ zentral im Iphöfer Gemeindegebiet am Breitbach. Nördlich fließt der Kirchbach von Hellmitzheim kommend auf den Breitbach zu. Hier ist auch die Plankenmühle zu finden. Östlich der Nierenmühle mündet der Zettelbach in den Breitbach. An ihm befindet sich die Hohlbrunnermühle. Eine Gemeindeverbindungsstraße führt nach Mönchsondheim zur Kreisstraße KT 1 (1,8 km nordwestlich) bzw. nach Dornheim zur Staatsstraße 2418 (2 km östlich). Ursprünglich lag nahe der Mühle die Siedlung Bulach. Sie wurde bereits im 13. Jahrhundert aufgegeben.

## Geschichte
Die Nierenmühle ist eine der am längsten betriebenen Mühlen am Breitbach. Die Deutung des Namens ist allerdings unklar. Eventuell leitet sich dieser vom Nachnamen eines unbekannten Müllers ab. Wahrscheinlicher ist jedoch, dass es sich um die „Mühle bei den Felsen“ oder die „Steinmühle“ handelt. Das mittelhochdeutsche Wort nuor, Felsen, erinnert an den heutigen Namen. Lange Zeit wurde die Anlage nach der ehemaligen Siedlung in ihrer Nähe Bulachsmühle genannt.
Erstmals erwähnt wurde die Mühle bereits im Jahr 1359. Die Kapelle im nahen Dornheim wurde zur Pfarrkirche aufgewertet und erhielt zur Lebenshaltung des neuen Priesters einige Einkünfte auf Weinbergen bei der „Bulachermule“. 1518 tauchte der Ort dann als „Bulessmüle“ wiederum in den Quellen auf. Ein Betreiber der Nierenmühle ist im Jahr 1609 erstmals genannt. Es handelte sich um den Müller Lorenz Nüßlein von der „Nieren Mühl“. Er wurde 1613 nochmals erwähnt.
Im Jahr 1616 wurde der Name der Mühle stark verändert. So sprach man von der „Nürnmül“. Zwischen 1681 und 1707 war der Müller Johann Jakob Schlang für die Anlage zuständig. Wahrscheinlich war sie dem Zisterzienserkloster Ebrach zugeordnet, denn 1714 wurde sie in einem Ebracher Urbar als „Bulachß Mühl“, „Neüen Mühl“ und „Nierren Mühl“ genannt. Die Familie Schlang erhielt auch zwischen 1721 und 1734 die Mühle zugesprochen. So wohnte Melchior Schlang in der Nierenmühle.
Mit Johann Michael Wehner ist für 1747 ein neuer Müllermeister nachgewiesen. Er wurde spätestens 1767 von Johann Peter Christgau abgelöst, der das Ebracher Lehen an seinen Sohn übergab. Georg Christoph Christgau ist 1794 in den Ebracher Lehenbüchern erwähnt. Im Jahr 1799 beschrieb man die Mühle. Sie gehörte zum Klosteramt Mönchsondheim und hatte drei Mahlgänge. Noch 1833 wechselten die Namen zwischen Bülachs- und Nierenmühle.
Mit dem Gemeindeedikt (frühes 19. Jahrhundert) wurde Nierenmühle dem Steuerdistrikt Willanzheim und der Ruralgemeinde Mönchsondheim zugeordnet. Im Zuge der Gebietsreform in Bayern wurde Nierenmühle am 1. Januar 1972 nach Iphofen eingegliedert.

### Baudenkmäler
Die erhaltenen Überreste der Mühle werden vom Bayerischen Landesamt für Denkmalpflege als Baudenkmal eingeordnet. So errichtete man in der zweiten Hälfte des 19. Jahrhunderts die Gebäude neu. Es entstand 1855 das Mühlengebäude als zweigeschossiger Sandsteinquaderbau. Es schließt mit einem Krüppelwalmdach ab. Die Nebengebäude wurden mit verputztem Fachwerk gestaltet und entstammen im Kern noch dem 18. Jahrhundert.

### Einwohnerentwicklung
| Jahr      | 001818 | 001840 | 001861 | 001871 | 001885 | 001900 | 001925 | 001950 | 001961 | 001970 | 001987 |
| Einwohner | 10     | 8      | *      | 8      | 6      | 5      | 5      | 4      | 4      | 3      | 1      |
| Häuser    | 1      | 2      |        |        | 1      | 1      | 1      | 2      | 2      |        | 1      |
| Quelle    | [ 7 ]  | [ 12 ] | [ 13 ] | [ 14 ] | [ 15 ] | [ 16 ] | [ 17 ] | [ 18 ] | [ 19 ] | [ 20 ] | [ 1 ]  |

## Religion
Nierenmühle ist seit der Reformation evangelisch-lutherisch geprägt und nach St. Bonifatius (Mönchsondheim) gepfarrt.